# ملوین داگلاس (کشتی‌گیر)
ملوین داگلاس (به انگلیسی: Melvin Douglas؛ زادهٔ ۲۱ اوت ۱۹۶۳) کشتی‌گیر پیشین اهل ایالات متحده آمریکا در دسته‌های میان‌وزن و سنگین‌وزن کشتی آزاد است. داگلاس برندهٔ یک مدال طلا (۱۹۹۳)، یک نقره (۱۹۸۹) و دو برنز (۱۹۹۴، ۱۹۹۵) از مسابقات قهرمانی کشتی جهان و نیز برندهٔ یک مدال طلای بازی‌های پان امریکن (۱۹۹۵) است.
داگلاس ملی‌پوش دستهٔ ۹۰ کیلوگرم تیم ملی کشتی آمریکا در المپیک ۱۹۹۶ آتلانتا بود که در این مسابقات با شکست برابر ماخاربک خاداراتسف روس به مقام هفتم رسید. او در کشتی دانشگاهی نیز قهرمان دو دورهٔ ان‌سی‌ای‌ای بخش یکم برای دانشگاه اوکلاهاما بود. داگلاس به عضویت در موزه ملی افتخارات کشتی ایالات متحده درآمده است.